# Cypella laeta
Cypella laeta är en irisväxtart som beskrevs av Pierfelice Ravenna. Cypella laeta ingår i släktet Cypella, och familjen irisväxter. Inga underarter finns listade i Catalogue of Life.